# Hương Liên
Hương Liên là một xã thuộc huyện Hương Khê, tỉnh Hà Tĩnh, Việt Nam.

## Dân cư
Dân tộc chủ yếu người Kinh và hơn 30 hộ dân Người Chứt.

## Điều kiện tự nhiên
- Vị trí địa lý: Phía Nam giáp xã Thanh Hóa, huyện Tuyên Hóa, tỉnh Quảng Bình, phía Bắc và phía Tây giáp xã Hương Lâm, phía Đông giáp xã Phúc Trạch, Hương Khê, Hà Tĩnh trải dài theo thượng nguồn sông Ngàn Sâu
- Khí hậu thời tiết khắc nghiệt: mưa nhiều, nắng nóng, gió Lào
- Đường từ trung tâm xã ra huyện là 28 km theo Tỉnh lộ 17 và 20 km theo đường liên xã với Phúc Trạch. Từ xã đến bản Rào Tre là 3,2 km.

## Giáo dục
Cả xã chỉ có 2 điểm trường Mầm Non, 1 trường cấp 1, không có trường cấp 2.

## Kinh tế
Kinh tế Hương Liên chủ yếu nông, lâm nghiệp trồng rừng. Phần lớn diện tích đất canh tác là trồng lúa, còn lại chủ yếu là hoa màu. Ngành trồng cây ăn quả đang được đầu tư, ngoài ra diện tích rừng (đặc biệt là rừng tự nhiên) có diện tích lớn đang là động lực phát triển mạnh ngành lâm nghiệp (Chủ yếu là trồng cây Keo lá Tràm).

## Hành chính
Xã có 5 xóm và 1 bản Rào tre.